# Palti
Palti ist im Alten Testament der Name eines Schwiegersohnes des Königs Sauls.

## Etymologie
Der Name Palti (hebräisch פלטי palṭî) bedeutet „Rettung“. Möglicherweise ist ein Suffix der 1. Person Singular angefügt, sodass „meine Rettung“ oder „[Gott] hat gerettet“ übersetzt werden kann. Der Name kommt auch als פלטיאל Paltiël, „Meine Rettung ist El“ vor.
In der Septuaginta wird der Name als φαλτι phalti wiedergegeben.

## Biographie
In 1 Sam 25,42–44  wird davon berichtet, dass David Abigail und Ahinoam von Jesreel zur Frau nimmt. Michal, die Tochter Sauls, deren Heirat mit David in 1 Sam 18,27  berichtet wird, heiratete aber nun einen Palti. Dieser ist ein Sohn des Lajisch und stammt aus Gallim. Dieser Ort lässt sich wahrscheinlich mit Chirbet Ka‛kūl, im Norden Jerusalems identifizieren.
Weiter heißt es in 2 Sam 3 , dass David nach Sauls Tod Boten mit der Forderung zu Eschbaal sendet, Michal möge Palti wieder genommen und ihm selbst zur Frau gegeben werden. Eschbaal geht darauf ein. Daraufhin begleitet Palti seine Frau Michal bis Bachurim, von wo er dann aber zurückgeschickt wird. Es wird vermutet, dass David durch diese Heirat mit einer Tochter Sauls die Legitimität seines Anspruches auf den Thron zum Ausdruck bringen wollte.

## Weitere Namensträger
Einer der Kundschafter, die in Num 13,9  nach Kanaan entsendet werden trägt ebenfalls den Namen Palti. Er ist ein Sohn des Rafus und gehört dem Stamme Benjamin an.